# Bücherverbrennung beim Wartburgfest 1817

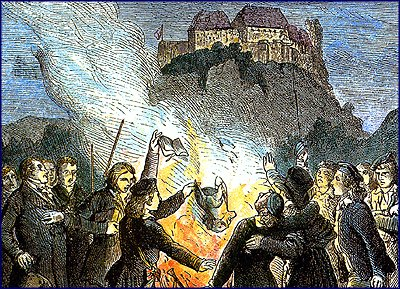
Kolorierter Holzstich der Verbrennungsszene (ca. 1880)

Darstellung der Bücherverbrennung (1883)

Als Bücherverbrennung beim Wartburgfest wird ein Ereignis am 18. Oktober 1817 bezeichnet, bei dem nach dem offiziellen Ende des ersten Wartburgfestes Symbole der Gegner der frühen burschenschaftlichen Einheits- und Freiheitsbewegung verbrannt wurden. Dabei handelte es sich um Attrappen missliebiger Werke und einige militärische Objekte.

## Vorgeschichte
Das Wartburgfest in Eisenach am 18. Oktober 1817 erregte durch die geplante Teilnahme von etwa 5 % der damaligen deutschen Studenten bereits früh die Aufmerksamkeit der Behörden. So warnten etwa Repräsentanten aus Hannover den Weimarer Großherzog Carl August vor der Veranstaltung. Der liberale Großherzog war dem Vorhaben der Studenten jedoch zugetan. Für die am Abend des 18. Oktober geplanten Siegesfeuer zum Gedenken an die Völkerschlacht spendete er sogar das Holz.
Es wird zumeist angenommen, dass der nicht anwesende Friedrich Ludwig Jahn die Aktion angeregt und die zu verbrennenden Bücher aufgelistet habe. So äußerte er bereits 1808 in seiner Schrift Deutsches Volksthum: „Es giebt Bücher genug, die von Henkershand sammt ihren Verfassern verbrannt zu werden verdienen.“ Jakob Friedrich Fries habe Ergänzungen an der Liste vorgenommen. Die Bücherverbrennung wurde von dem Philologiestudenten Hans Ferdinand Maßmann und einigen seiner Freunde inszeniert. Maßmann war mit einer Liste der Bücher ausgerüstet, deren Attrappen er ins Feuer warf. Vermutlich kannte er den Großteil der Bücher nicht einmal. Der Historiker Klaus Malettke sieht für die Anleitung Jahns und die Behauptung, dass dieser die verbrannten Titel zusammengestellt habe, allerdings keine Belege. Maßmann selbst berichtete, dass die gesamte Idee einer Bücherverbrennung spontan während des Festes entstanden sei, was Joachim B. Richter jedoch als Schutzbehauptung ansieht.
Die Festleitung – ein Ausschuss der Jenaer Urburschenschaft – lehnte eine Bücherverbrennung während des offiziellen Teils des Wartburgfestes mehrheitlich ab.

## Ablauf

Darstellung des Siegesfeuers vom 18. Oktober 1814

Nach dem Ende der offiziellen Feierlichkeiten und einem Festessen zogen viele Teilnehmer des Wartburgfestes mit einem Fackelzug vom Eisenacher Marktplatz zum nahe gelegenen Wartenberg. Dort hatten Angehörige des Eisenacher Landsturms zum Gedenken an die Völkerschlacht wie schon in den Jahren zuvor mehrere Siegesfeuer entzündet. Der Teilnehmer und spätere slowakische Nationaldichter Ján Kollár schildert die Szenerie als Volksfest mit „Buden, Zelte[n], Verkaufsstände[n] und Lauben“ sowie „Spiel, Tanz, Schießen, Feuerwerk, Gesänge[n] und unzählige[n] Unterhaltungen“. Die eintreffenden Studenten wurden mit einem Feuerwerk begrüßt. Den Studenten wurde zuerst ein gesonderter Platz zugewiesen, später vermischten sich die Gruppen.
Zunächst sangen die Teilnehmer das Lied „Des Volkes Sehnsucht flammt“ des Studenten Ludwig Roediger. Dieser selbst hielt daraufhin eine Rede, die später als „Ein deutsches Wort an Deutschland’s Burschen gesprochen vor dem Feuer auf dem Wartenberg bei Eisenach“ veröffentlicht wurde. Sie wurde vor allem von den jungen anwesenden Teilnehmern begeistert aufgenommen:

„Wer bluten darf für das Vaterland, der darf auch davon reden, wie er ihm am besten diene im Frieden. So stehn wir unter freiem Himmel und sagen das Wahre und Rechte laut. Denn die Zeit ist gottlob gekommen, wo sich der Deutsche nicht mehr fürchten soll vor den Schlangenzungen der Lauscher und dem Henkerbeil der Tyrannen und sich niemand entschuldigen muß, wenn er vom Heiligen und Wahren spricht.“

Nach der Rede Roedigers war das Ende der Veranstaltung vorgesehen. Aufgrund der kalten Witterung verließen nun die meisten Studenten den Wartenberg, um in ihre Unterkünfte in Eisenach zurückzukehren. Auch Jakob Friedrich Fries, der als einziger Professor an dem Siegesfeuer teilnahm, machte sich auf den Rückweg.

Paul Thumann: Luther verbrennt die Papstbulle (1872)

Während die verbliebenen Studenten am Feuer sangen und tranken, brachten Angehörige der Turnerbewegung, darunter Wilhelm und Robert Wesselhöft, einen Korb mit Makulaturballen. Diese stammten von dem Eisenacher Buchhändler Baerecke. Hans Ferdinand Maßmann aus dem engeren Kreis des nicht anwesenden „Turnvaters“ Friedrich Ludwig Jahn begann nun, in einer Rede Schriftsteller, Schriften und die Obrigkeit zu schmähen. Er nahm Bezug auf die Bücherverbrennung, bei der Luther die Päpstliche Bulle Exsurge Domine und die Schriften des kanonischen Rechts im Dezember 1520 den Flammen überantwortet hatte.

„So wollen auch wir durch die Flamme verzehren lassen das Angedenken derer, so das Vaterland geschändet haben, durch ihre Rede und That, und die Freiheit geknechtet und die Wahrheit und Tugend verleugnet haben in Leben und Schriften …“

Mit einer Heugabel wurde jeweils ein Makulaturballen ins Feuer geworfen und der Titel laut ausgerufen. Nach einigen Quellen wurde der Titel vorher noch auf die Ballen geschrieben. Den übrigen Teilnehmern war eventuell nicht bewusst, dass es sich um keine echten Bücher handelte.
Danach wurden weitere Lieder gesungen und der Großherzog von Sachsen-Weimar für die Einführung einer Verfassung bejubelt.

## Verbrannte Gegenstände

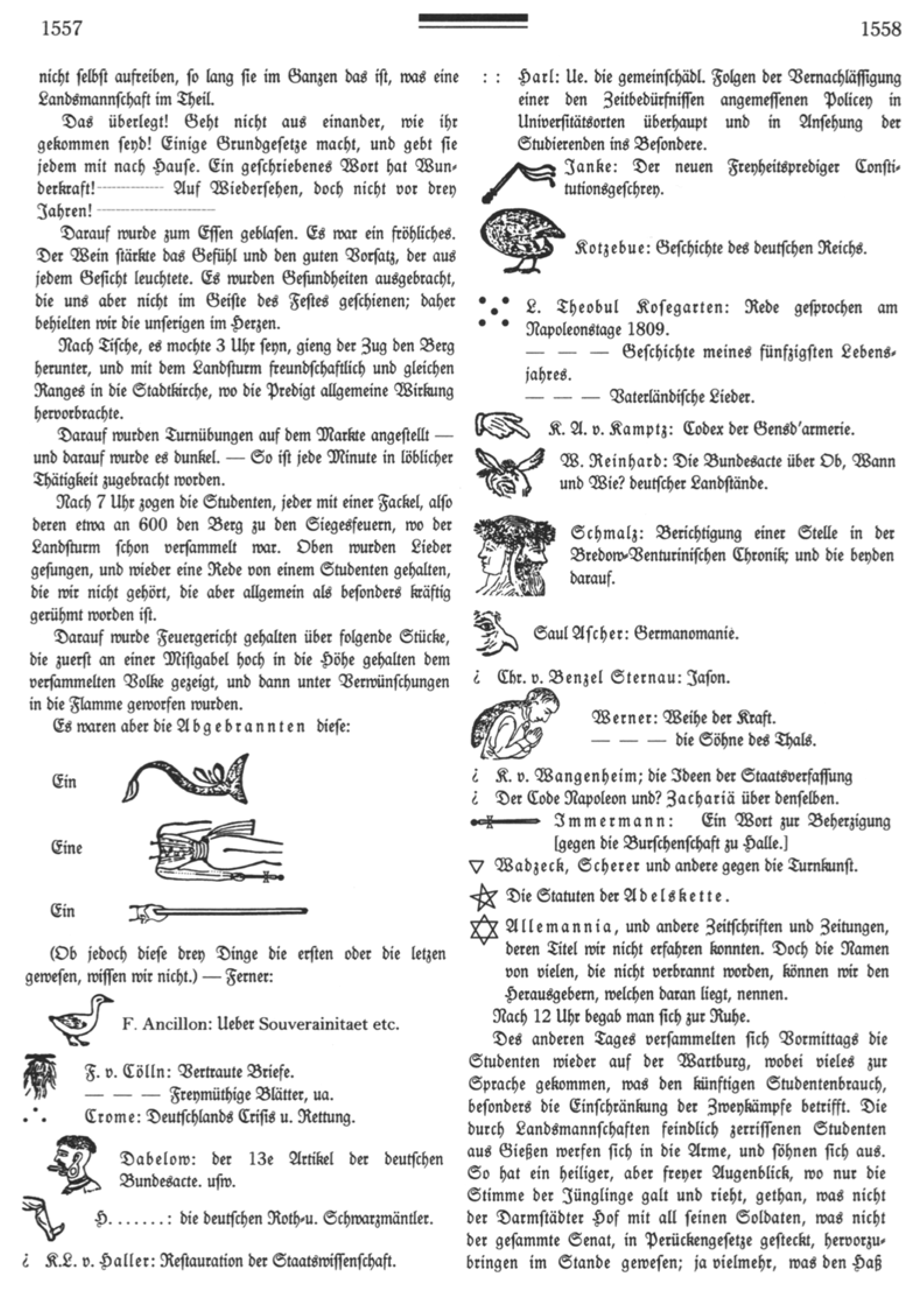
In der Zeitschrift Isis wurden in der Nummer 195 aus dem Jahr 1817 die verbrannten Gegenstände und Bücher aufgeführt.

Bei der Aktion wurden symbolisch Bücher in Form von Altpapierbündeln verbrannt, die mit Titeln unerwünschter Werke beschriftet gewesen sein sollen und mit einer Heugabel ins Feuer geworfen wurden. Daneben wurden weitere Gegenstände verbrannt, die die verhasste Obrigkeit repräsentieren sollten.
| Autor | Titel/Gegenstand | Ausrufe zur Verbrennung |
| --- | --- | --- |
| Jean Pierre Frédéric Ancillon | Ueber Souverainitaet etc. | „Frohne du fortan dem Zwingherren der Hölle“ |
| Georg Friedrich Willibald Ferdinand von Coelln | Vertraute Briefe, Freymüthige Blätter, u. a. | „Will ein undeutsches Preußenthum, hat die löbliche Turnkunst verketzert“ |
| August Friedrich Wilhelm Crome | Deutschlands Crisis und Rettung im April und May 1813. | |
| Christoph Christian von Dabelow | Der 13e Artikel der deutschen Bundesacte | „Wer kennt den Gesellen nicht und sein Geschrei?“ |
| H. (anonym) | Die deutschen Roth- u. Schwarzmäntler | |
| Karl Ludwig von Haller | Restauration der Staatswissenschaft | „Der Gesell will keine Verfassung des Deutschen Vaterlandes!“ |
| Johann Paul Harl | Die gemeinschädl. Folgen der Vernachlässigung einer den Zeitbedürfnissen angemessenen Policey in Universitätsorten überhaupt und in Ansehung der Studierenden ins Besondere | „Fahre hin, du böser Feind und Widersacher der edlen Jugendfreiheit!“ |
| Johann Ernst Theodor Janke | Der neuen Freyheitsprediger Constitutionsgeschrey | „Pfui dich, du Zwingherrnprediger!“ |
| August von Kotzebue | Geschichte des deutschen Reichs | |
| Ludwig Theobul Kosegarten | Rede gesprochen am Napoleonstage 1809, Geschichte meines fünfzigsten Lebensjahres, Vaterländische Lieder                                                                    | „Dies Buch frevelt an dem Vaterlande und an der Kunst der Rede, weil es gar redekünstlich geschrieben und den Zwingherrn abgöttlich verehrt.“                                                 |
| Carl Albert Christoph Heinrich von Kamptz | Codex der Gensd’armerie | |
| Wilhelm Reinhard | Die Bundesacte über Ob, Wann und Wie? deutscher Landstände | „Der Kerl muss brühwarm gepfeffert und gesalzen werden! - Es sind erst 8 Bogen etwa erschienen“                                                                                               |
| Theodor Schmalz | Berichtigung einer Stelle in der Bredow-Venturinischen Chronik; und die beyden darauf                                                                                       | „Das Buch ist wider den redlich strebenden Tugendbund, den Vaterlandsbund in der Noth, geschrieben, und somit gegen die Tugend. […] Gänse-, Schwein- und Hundeschmalz; Alles aber ohne Salz!“ |
| Saul Ascher | Germanomanie | „Wehe über die Juden, so da festhalten an ihrem Judenthum und wollen über unser Volksthum und Deutschthum spotten und schmähen!“                                                              |
| Karl Christian Ernst Graf von Bentzel-Sternau | Jason | |
| Zacharias Werner | Martin Luther oder die Weihe der Kraft, Die Söhne des Thals | |
| Karl August von Wangenheim | Die Idee der Staatsverfassung mit besonderer Rücksicht auf Württembergs alte Landesverfassung etc.                                                                          | „Der Mensch knechtet und frohnet dem Zwingherrn klar und offenbar.“ |
| | Code civil | „Wer Pech angreift, besudelt sich!“ |
| Karl Salomo Zachariae | Handbuch des französischen Zivilrechts | |
| Carl Leberecht Immermann | Ein Wort zur Beherzigung (gegen die Burschenschaft zu Halle) | |
| Franz Daniel Friedrich Wadzeck, Joachim Gottfried Wilhelm Scheerer, „und alle andre schreibende, schreiende und schweigende Feinde der löblichen Turnkunst“ | gegen die Turnkunst | „In’ Feuer mit den Wichten! In’s Feuer!“ |
| | Die Statuten der Adelskette | „Die Hemmkette der Freiheit, Wahrheit und Gerechtigkeit! Eine wahre Höllenkette!“ |
| | Allemannia und andere Zeitschriften und Zeitungen | „Die allerlei Männer und Mannschaften will, aber nicht Ein Deutsches Vaterland; die Verkappte, die solchen Namen zur Hel- und Nebelkappe trägt“                                               |
| | hessischer Soldatenzopf | |
| | „Schnürleib“ eines preußischen Ulanen | „Es hat der Held und Kraft-Ulan sich einen Schnürleib umgetan, damit das Herz dem braven Mann nicht in die Hose fallen kann“                                                                  |
| | österreichischer Korporalsstock | |

## Folgen
Die „Feuerrede“ Roedigers sorgte bereits für sich alleine für Aufmerksamkeit. Sie wurde verlegt und war schnell vergriffen. Von Gegnern wie Sympathisanten der Burschenschaft wurde sie zur Einschätzung der Vorkommnisse herangezogen. Dadurch fand Roediger auch zu einem Stipendium.
Der neue Leitende Direktor des preußischen Polizeiministeriums Karl Albert von Kamptz bewertete die Rede nach einer Detailanalyse als „staatsverbrecherisch“. In einer „Erörterung über die öffentliche Verbrennung von Druckschriften“ forderte Kamptz, „daß sie [die Verbrennung] für alle, besonders treulosen und schändlichen Verbrechen, z. B. für die Werke öffentlicher Lehrer und Histrionen [sic!] eingeführt werden sollte, welche vom Staat angestellt worden, die jungen Bürger zu treuen Staatsbürgern und brauchbaren Staatsdienern zu bilden, diese Bestimmung aber nicht erfüllen, sondern ihnen schon frühzeitig das Gift ihrer demagogischen Grundsätze einhauchen!“ Damit zielte von Kamptz auf die liberalen Professoren, die die Burschenschaft unterstützten, und bezog sich auf das damals geltende Preußische Landrecht, das eine Bücherverbrennung zur Bekämpfung politischer Gegner ermöglichte. Von Kamptz sah in der Verbrennung von gültigen Rechtstexten – insbesondere seiner eigenen Sammlung von Polizeigesetzen – eine „Majestätsbeleidigung“ und warf Großherzog Karl August vor, dass dieser durch die Duldung der Veranstaltung ermöglicht habe, dass seine eigenen Gesetze „öffentlich verhöhnt und beschimpft wurden.“
Auch der russische Gesandte David Maximowitsch Alopaeus sah in der Rede zu seinem Entsetzen „den Wunsch einer allgemeinen republikanischen Verfassung laut ausgesprochen.“
Die am Wartburgfest anwesenden Professoren wurden in der Folge zunehmend unter Druck gesetzt und ließen sich dadurch sukzessive ausschalten. Lediglich Lorenz Oken stellte sich eindeutig vor die Studenten:

„Denn das Gekrächze, als hienge ihm das Bücherverbrennen eine Makel an, worauf selbst die Freunde hörten und daher wähnten, es stünde besser im Hintergrunde, ist in unsern Ohren ein Jammergeklapper unseres süßen Zeitalters. Nein! Gerade dieser Brand ist die Erscheinung des Festes; diese ist es, welche ihm Rang gegeben; und dieser ist es, welcher unserer Jugend Stärke gibt; und diese ist es, welche einst Deutschland sich selbst gibt! Großes ist nie in der Ordnung (nehmlich in der eurigen) und wehe der Welt, wenn sie das Große verliert oder gar unterdrückt – oder vielmehr nur unterdrücken wollen möchte; denn Frösche wie ihr strampeln nur, weil eine höhere Kraft die Pfoten zwischen zwei Fingern hält! Durch euere Schleicherey oder Quackerey ist noch kein Guller aufgeweckt worden. Ein Volk muß sich rühren, wenn es denken soll, und es rührt sich, wenn es denkt und je mehr es denkt, desto mehr rührt es sich; denn das Volk ist kein steifer Gelehrter der lebenslänglich meist nur einerley, nicht viel denkt, und dabei ersteift wie wir bald auch – müssen. Frisch, jugendlich und beweglich ist das Leben, und die Menschheit ist die ewige Jugend, die sich so wenig im Gleise halten läßt, welches ein versteifter Stäätler ausfurcht, als ein rüstiger geschickter und tüchtiger Knabe von seinen hypochondrischen Vater, es sey denn, daß er ihn einsperre und ihm das Licht raube, oder ihn ein Bein entzwey schlage.“

Maßmann wurde zu einer achttägigen Karzerhaft verurteilt, zuvor schrieb er über die Verbrennung in seiner Verteidigungsschrift:

„Wir wollten verbrennen und haben verbrannt […] die Grundsätze und Irrlehren der Zwingherrschaft, Knechtschaft, Unfreiheit, Unmännlichkeit und Unjugendlichkeit, der Geheimniskrämerei und Blindschleicherei, des Kastengeistes und der Drillerei, die Machwerke des Schergen-, Hof-, Zopf-, Schnür- und Perückenteufels, der Schmach des Lebens und des Vaterlandes.“

Nach der zwei Jahre später folgenden Ermordung August von Kotzebues durch Karl Ludwig Sand wurden die Burschenschaften auf Grundlage der Karlsbader Beschlüsse verboten (vgl. Demagogenverfolgung).

## Rezeption

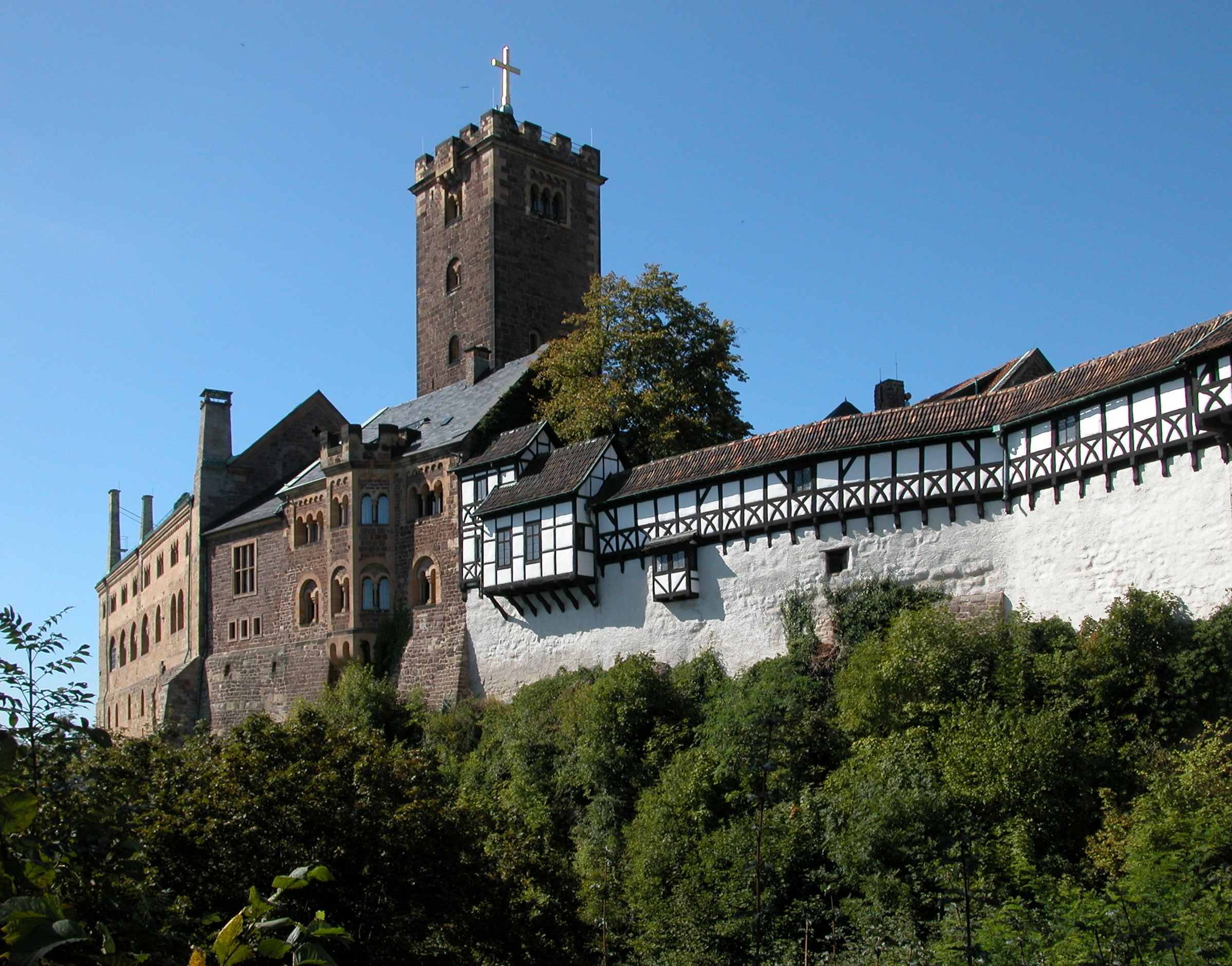
Die Wartburg

### Zeitgenössische
Dietrich Georg von Kieser und vor allem auch Johann Wolfgang von Goethe – damals Staatsminister – bekundeten ihren Beifall für Roedigers Rede. Goethe erklärte später, er musste bei einem Treffen mit Roediger an sich halten, „dem lieben Jungen […] nicht um den Hals zu fallen“. Die Verbrennung von Kotzebues Buch erfüllte dessen Rivalen Goethe mit Genugtuung, welche er in einem Spottgedicht verewigte:
Demselben. [gemeint ist Kotzebue]

Eisenach, dem 18. October 1817

Du hast es lange genug getrieben,

Niederträchtig vom Hohen geschrieben,

Hättest gern die tiefste Niedertracht

Dem Allerhöchsten gleichgebracht.

Das hat denn deine Zeitgenossen,

Die Tüchtigen mein’ ich, baß verdrossen:

Hast immer doch Ehr’ und Glück genossen.

St. Peter hat es dir aber gedacht,

Daß du ihn hättest gern klein gemacht,

Hat dir einen bösen Geist geschickt,

Der dir den heimischen Sinn verrückt,

Daß du dein eignes Volk gescholten.

Die Jugend hat es dir vergolten:

Aller End’ her kamen sie zusammen,

Dich haufenweise zu verdammen;

St. Peter freut sich deiner Flammen.
Andererseits ist in Goethes Korrespondenz auch über „den garstigen Wartburger Feuerstank […], den ganz Deutschland übel empfindet“ zu lesen. Dies ist wohl auch durch den wachsenden politischen Druck begründet, der Goethe zu Zurückhaltung und diplomatischer Vermittlung zwang.
Karl Wilhelm von Fritsch, Staatsminister des Großherzogtums Sachsen-Weimar-Eisenach, verteidigte das Wartburgfest und sah etwaige politische Äußerungen wie die Bücherverbrennung als „accidens“ und „Seitensprung“ an. Auch sein Kollege und leitender Staatsminister Christian Gottlob von Voigt schrieb, es sei „alles ernstlich zugegangen, vielleicht die Späße bei dem Feuer auf dem Berge ausgenommen“, letztere seien ein Ausrutscher durch „Studentenlustigkeit“. In Reaktion auf Verstimmungen ausländischer Politiker verfasste schließlich auch Karl von Conta eine Gegenschrift.
Heinrich Heine, der selbst kurz einer Burschenschaft angehörte, äußerte sich folgendermaßen zu dem Vorkommnis:

„Auf der Wartburg krächzte die Vergangenheit ihren obskuren Rabengesang, und bei Fackellicht wurden Dummheiten gesagt und getan, die des blödsinnigsten Mittelalters würdig waren! (…) Auf der Wartburg herrschte jener beschränkte Teutomanismus, der viel von Liebe und Glaube greinte, dessen Liebe aber nichts anderes war als Haß des Fremden und dessen Glaube nur in der Unvernunft bestand, und der in seiner Unwissenheit nichts Besseres zu erfinden wußte als Bücher zu verbrennen! […] Eben derjenige, welcher das Bücherverbrennen auf der Wartburg in Vorschlag brachte, war auch zugleich das unwissendste Geschöpf, das je auf Erden turnte und altdeutsche Lesarten herausgab: wahrhaftig, dieses Subjekt hätte auch Bröders lateinische Grammatik ins Feuer werfen sollen!“

Das berühmte Zitat Heines „dort wo man Bücher verbrennt, verbrennt man auch am Ende Menschen“ aus seinem Werk Almansor von 1821 bezieht sich auf eine Koranverbrennung nach der spanischen Reconquista um 1500.
Günter Steiger (1925–1987) stellte fest, dass die medialen Berichte zunächst „fast durchweg positiv“ ausfielen. Wenig später, um den Beginn des November 1817 begannen publizistische Angriffe. So habe die Neue Speyerer Zeitung am 27. November 1817 einen den Vorkommnissen gewogenen Leserbrief folgenden Text vorangestellt:

„Hört man die Nachrichten aus Berlin, so sollte man meinen, auf dem Wartenberg sey eine wahre Hexen-Nacht gefeiert worden, wozu 600 rothkäppige Studenten auf Ziegenhörnern, Besenstielen und Ofengabeln herbeygefahren, und wo es auf nichts geringeres abgesehen gewesen sey, als den Mond vom Himmel herabzureißen und über Erd und Meer wilde Stürme zu erregen.“

### Wissenschaft
Heinrich von Treitschke – selbst Mitglied der Bonner Burschenschaft Frankonia – bezeichnete die Bücherverbrennung als „unbeschreiblich abgeschmackte Posse, an sich nicht ärger als viele ähnliche Ausbrüche akademischer Rohheit, bedenklich nur durch den maßlosen Hochmut und die jakobinische Unduldsamkeit, die sich in den Schimpfreden der jungen Leute ankündigen.“ Er zitiert den Freiherrn vom Stein und Barthold Georg Niebuhr mit die Verbrennungsaktion ablehnenden Stellungnahmen.
Nach Günter Steiger begann mit Roedigers Rede nach dem eher volksfesthaften Charakter der vorhergehenden Veranstaltungen eine „eindeutig profilierte Demonstration“. In der Rede brach nun die „Empörung über die Ungerechtigkeit der Gegenwart […] mit elementarer Wucht durch“, die Rede wurde „der schärfte Ausdruck studentischen Rebellentums“. Das deutsche Volk sei „im Abwehrkampf gegen fremde Unterdrückung mündig geworden […] und zum Bewusstsein eigener Kraft [gelangt], aus dem sich […] das Recht der Mitbestimmung über die Geschicke des Vaterlandes ableitet“. Gleichzeitig habe diesem „Protest ohne Programm“ eine „konkrete politische Zielstellung und Orientierung“ gefehlt.
Der Historiker Hans-Ulrich Wehler vermutet, der beim Wartburgfest nicht anwesende Jahn sei der geistige Urheber „jener wirren Mischung aus antikonservativem Protest, Germanenkult, Frankophobie und Judenhass“ gewesen.
Der Essayist Peter Hacks bemerkte, dass ausnahmslos alle betroffenen Autoren Anhänger Napoleons bzw. seiner Auffassungen und Ziele gewesen seien. Der Sozialwissenschaftler Gerhard Schäfer bezieht sich darauf und sieht so einen „Haß der rückständigen völkisch-deutschtümelnden Nationalisten im Gefolge Jahns auf die bonapartistischen Universalisten“.

#### Antijudaismus
Die moderne Antisemitismus-Forschung sieht die Verbrennung des Buches „Germanomanie“ des jüdischen Schriftstellers Saul Ascher unter dem Ausruf „Wehe über die Juden […]“ in der Traditionslinie des religiös motivierten Antijudaismus. Dieser habe in Studentenverbindungen spätestens in den 1920er Jahren zum Rassenantisemitismus und zum Ausschluss von Juden geführt und stehe damit im Kontext zu den Verbrechen des Nationalsozialismus. Auch der zeitgenössische Satz Heinrich Heines „Dort wo man Bücher verbrennt, verbrennt man am Ende Menschen“ wird oft in diesem Zusammenhang zitiert, obwohl er sich nicht explizit auf die Bücherverbrennung beim Wartburgfest bezog. Nach dem Erziehungswissenschaftler Benjamin Ortmeyer ist die „ganze Zeitspanne zwischen 1814 und 1848 […] nicht umsonst und nicht zufällig zentrale Fundquelle für die Nazis gewesen“.
Saul Ascher, der sich mit der Germanomanie unter anderem gegen den Antijudaismus und den vermeintlichen Gegensatz von jüdischen und nichtjüdischen Deutschen seiner Zeit wendete, reagierte 1818 auf die Verbrennung mit der Schrift Die Wartburgfeier.
Joachim Burkhard Richter bezeichnet es in seiner Biografie Hans Ferdinand Maßmanns als „überzogen“, die Bücherverbrennung zum „antisemitischen Fanal“ zu erklären. In Maßmanns Werken aus der Zeit vor dem Wartburgfest seien Juden nicht erwähnt worden. Seiner Meinung nach „lief das Werk [Aschers] mehr am Rande mit“.
Peter Kaupp weist auf die religiöse Motivation der Urburschenschaft hin und betont damit den Unterschied zwischen religiös bedingtem Antijudaismus und dem Antisemitismus, den er mit dem Rassenantisemitismus des späten 19. und frühen 20. Jahrhunderts gleichsetzt. Weiter sei in mehreren Hochschulorten die Aufnahme von Juden in Burschenschaften zunächst möglich gewesen, andernorts war sie ausgeschlossen. Unter dem Eindruck der staatlichen Verfolgung mit den Karlsbader Beschlüssen ab 1819 wurde Juden die Aufnahme versagt. Zwischen 1827 und 1831 wurden diese Regelungen aufgegeben, so dass Juden in alle Burschenschaften aufgenommen werden konnten und wurden. Daher sei keine durchgehende Linie zum Antisemitismus des 20. Jahrhunderts zu ziehen.
Im Handbuch des Antisemitismus wird die Verbrennung der „Germanomanie“ Aschers unterschiedlich bewertet. Nach dem Historiker Werner Treß verliehen diese Vorgänge dem Wartburgfest eine „antisemitische Dimension“, der Historiker Ulrich Wyrwa – der über Ascher hinaus weitere durch die Bücherverbrennung betroffene jüdische Autoren proklamiert – bezeichnet den Vorgang als „antijüdischen Eklat“. Der Soziologe Werner Bergmann nimmt dagegen an, dass Jahn Aschers Buch der Verbrennungsliste „als direkte Reaktion auf Aschers Angriffe und dessen »Französelei« […] und weniger als eine gegen Ascher als Juden gerichtete Aktion“ hinzugefügt habe.

#### Bezüge zu den Bücherverbrennungen von 1933
Vielfach wurden Bezüge zwischen der Bücherverbrennung 1933 in Deutschland und dem Wartburgfest hergestellt. Die für erstere maßgeblich verantwortliche Deutsche Studentenschaft stellte diesen Bezug bereits in den Vorbereitungen der Aktion „wider den undeutschen Geist“ selbst her und versuchte damit, sich in eine historische Tradition zu stellen. Insbesondere der NS-Studentenfunktionär und Burschenschafter Gerhard Krüger wollte so historische Brücken schlagen.
Von Oppositionellen der NS-Zeit, Verbindungskritikern, aber auch Historikern wird in diesem Zusammenhang des Öfteren eine zentrale Rolle von Studentenverbindungen und insbesondere Burschenschaften bei den Aktionen 1933 erwähnt. Allerdings waren an keinem Hochschulort Verbindungen organisatorisch an den Bücherverbrennungen beteiligt, und lediglich in Berlin nahmen ganze Aktivitates von Verbindungen an den Verbrennungen teil.
Die Politikwissenschaftlerin Alexandra Kurth sieht dennoch eine Traditionslinie von 1817 zu 1933:

„Die Bücherverbrennungen von 1817 und 1933 verklammern […] gleichsam Herausbildung und Radikalisierung des völkisch-nationalistischen Denkens und geben Zeugnis von der Kontinuität des antiliberalen und antidemokratischen Geistes.“

Der DDR-Historiker Günter Steiger äußerte sich dazu wie folgt:

„In […] der […] Tendenz unterschied sich die Verbrennung von 1817 […] grundlegend von der berüchtigten Bücherverbrennung im Mai 1933. Diese […] Aktion eröffnete bekanntlich die Diktatur einer extrem reaktionären Bewegung und wandte sich gegen Deutschlands progressivste Schriftsteller, war planmäßig von oben organisiert und ‚beantwortete‘ das Problem der Freiheit kurzerhand im Sinne der Bejahung des politischen Terrors.“

Die Historikerin Helma Brunck bemerkte, dass sich die NS-Studenten als „die eigentlichen Fortführer der Tradition von 1817, darin übrigens nicht unähnlich jener FDJ, die nach 1950 die Usurpation und Instrumentalisierung der Tradition der Urburschenschaft versuchte“, darstellten. „Als eine der frühesten politischen Äußerungen in Deutschland waren das Wartburgfest und die Bücherverbrennung, ihre Signal- und Symbolfunktion zu jeder Zeit offensichtlich ungeheuer wichtig, zumal sich ganz verschiedene politische Zielsetzungen hineinprojizieren ließen, abstrakte Begriffe wie Einheit und Freiheit völlig unterschiedlich interpretiert werden konnten und in der Folge Legitimiationsgrundlagen für gegenwärtige Politik schufen.“
Der Historiker Peter Kaupp wies darauf hin, dass bei der Bücherverbrennung 1933 Korporierte Täter wie Opfer waren. Zu ersteren gehörten etwa Joseph Goebbels, Alfred Rosenberg, Gerhard Krüger, Hans Karl Leistritz und Fritz Hippler, zu letzteren etwa Sigmund Freud, Alfred Kerr, Ferdinand Lassalle, Karl Marx, Franz Mehring, Magnus Hirschfeld, Egon Erwin Kisch, Heinrich Heine und Franz Oppenheimer.

Die Verbrennung militärischer Gegenstände

Steiger wie Kaupp führen den Unterschied an, dass das Ziel der Bücherverbrennung von 1933 die physische Vernichtung der verhassten Bücher, die systematisch aus den Bibliotheken gesammelt und zu den Feuern transportiert wurden, und mittelbar ihrer Inhalte und Autoren war. Dagegen sei die Verbrennung von 1817 als eine symbolische Abneigungsbekundung zu verstehen. In der Verbrennung militärischer Gegenstände 1817 sieht Steiger einen antimilitaristischen Zug, der ob der vielen teilnehmenden Veteranen und Anhänger der Idee eines „Volkes in Waffen“ erstaunlich sei und im starken Kontrast zur Bücherverbrennung 1933 stehe. Außerdem stehe die Parole von 1933 „Wir fordern die Zensur!“ inhaltlich im Gegensatz zu den freiheitlichen Idealen der Burschenschaft. Werner Treß hält es aufgrund der „unterschiedlichen historischen Kontexte“ für „irreführend, von einer wirklichen Kontinuität der Bücherverbrennungen von 1520, 1817 und 1933 auszugehen.“
Der Literaturwissenschaftler Theodor Verweyen sieht einige stichhalte Hinweise dafür, die Bücherverbrennung von 1933 als historische Singularität – ähnlich der Singularität des Holocaust – zu bezeichnen. Dazu gehörten die „Größenordnung der vernichteten Buchkultur“, das Ausmaß der betroffenen Wissenschafts- und Kulturbereiche, die Intensität der Ausgrenzung der Autoren, die „Systemizität der Durchführung, die staatliche und behördliche Unterstützung, die Breite der gesellschaftlichen Unterstützung“ und schließlich „das Maß des Vernichtungswillens“. Während vorausgehende Bücherverbrennungen meist symbolische Handlungen gewesen seien, seien die Bücherverbrennungen von 1933 eine „Liquidierung in re“, „Vorwegnahmen realer Menschenvernichtungen in systematisch-planmäßigem Vollzug“ gewesen.
Gerhard Schäfer sieht Bezüge zu 1933 ambivalent. Er verweist auf die rechtliche Lage 1817, die Bücherverbrennungen als Strafe ermöglicht habe, und sieht es als problematisch, den Studenten von 1817 die nachträgliche Vereinnahmung ihrer Bücherverbrennung durch die Nationalsozialisten zum Vorwurf zu machen.